# AGM-114 Hellfire

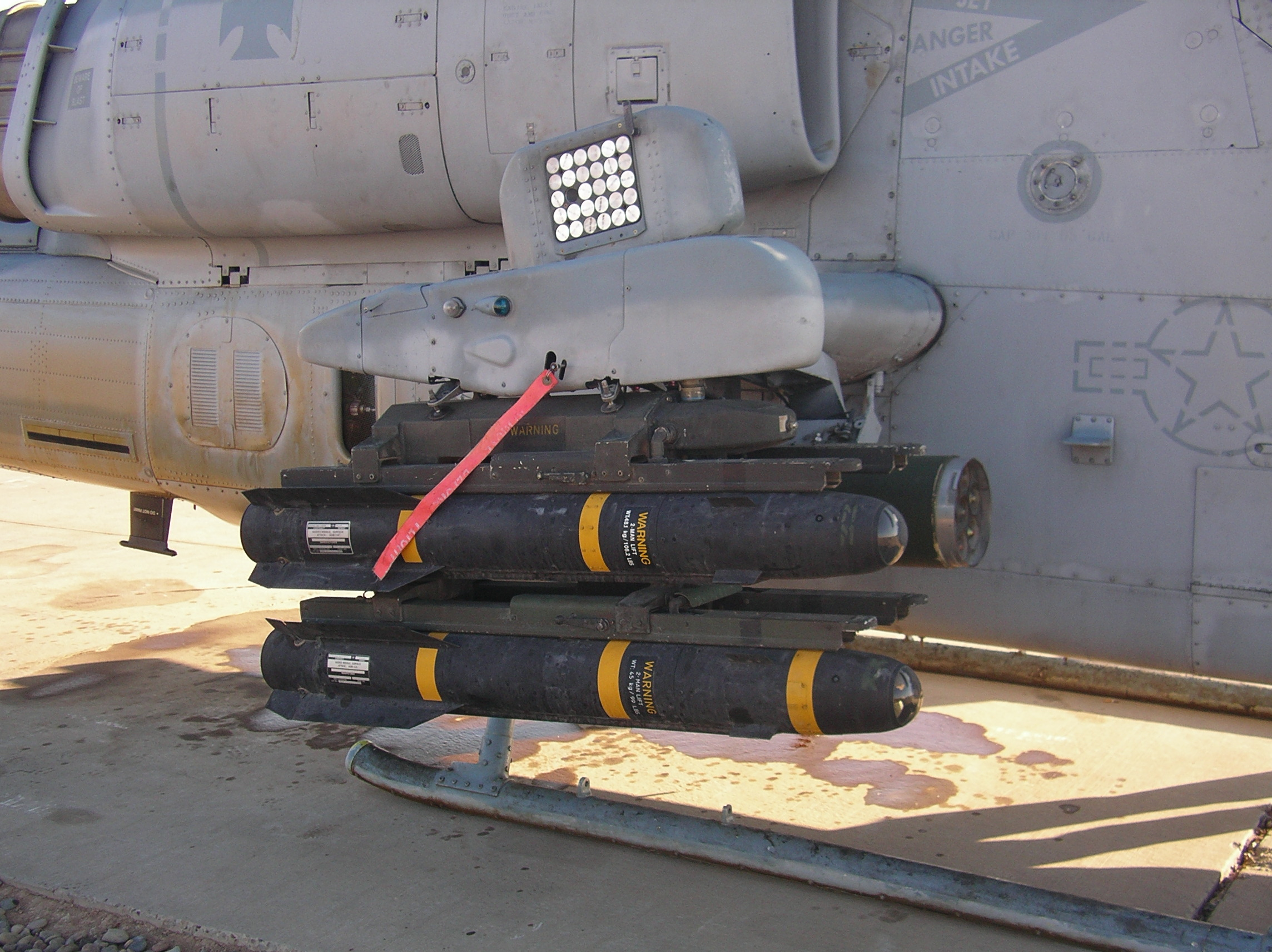
Vrtulník AH-1W SuperCobra s výzbrojí PTŘS AGM-114 Hellfire

AGM-114 Hellfire je americká protitanková řízená střela naváděná laserovým paprskem nebo prostřednictvím radiolokátoru. Jedná se o protitankovou střelu dlouhého dosahu s poloaktivním laserovým naváděním (SALH) či
aktivním radarovým naváděním (ARH).

## Vývoj
Střela Hellfire byla vyvinuta speciálně pro výzbroj bitevních vrtulníků firmou Rockwell International (dnes Boeing). Laserový senzor střely (SAL – Semi-active laser seeker) vyvinula firma Martin Marietta (dnes Lockheed Martin). Ačkoliv první studie vznikly už roku 1970, do výzbroje byla zavedena až v roce 1985. Nosiči střel Hellfire jsou prakticky pouze vrtulníky (nejznámější je bitevní AH-64 Apache) a bezpilotní letoun MQ-1 Predator, ačkoliv byla testována i pozemní odpalovací verze pro vozidla. Byla exportována do 12 zemí a výroba do roku 2005 dala přes 65 000 kusů střel. V posledních letech jsou touto střelou také vybaveny americké bezpilotní letouny (nasazené v Afghánistánu, Iráku či Mali).

## Verze
- AGM-114A – základní verze zavedená roku 1985.

- AGM-114B – vznikla pro potřeby americké námořní pěchoty a vyznačuje se zejména motorem s menším množstvím výtokových plynů. Parametry jsou totožné s AGM-114A.

- AGM-114C – verze zavedená americkou armádou, podobná AGM-114B. Má je ve výzbroji bezpilotní letoun MQ-1C Gray Eagle.

- AGM-114F – verze s tandemovou hlavicí od roku 1991.

- AGM-114K Hellfire 2 – zásadně modernizovaná verze se zdokonaleným laserovým senzorem, který má vyšší odolnost proti rušení, digitální elektronikou, účinnější tandemovou hlavicí atd.

- AGM-114M – verze na bázi AGM-114K s tříštivotrhavou hlavicí určená proti plavidlům.

- AGM-114L Longbow Hellfire – střela s aktivním systémem samonavedení („odpal a zapomeň“). Její senzor využívá odraženého radiolokačního paprsku v pásmu milimetrových vln, přičemž tento paprsek je vysílán přímo ze střely. Výhodou tohoto systému je jeho velká rozlišovací schopnost a nezávislost na viditelnosti. Střela může být odpálena v jednom ze dvou režimů. Režim LOBL (Lock On Before Launch) se používá v případě, když se jedná o blízký cíl. Informace o cíli jsou uloženy do naváděcí soustavy střely ještě před odpálením a cíl je pak sledován radiolokátorem na palubě střely, podle jehož informací je poté upravována letová dráha. V případě vzdáleného cíle mimo dosah radiolokátoru střely je použit režim LOAL (Lock On After Launch). Střela je pak odpálena ve směru cíle, přičemž její let je řízen autopilotem s inerciální navigační soustavou. Radiolokátor přitom prohledává oblast před střelou a po zachycení cíle probíhá navádění podle odraženého radiolokačního paprsku.

- AGM-114R9X – Hellfire R9X (též nindža rakety, létající Ginsu) je varianta s kinetickou hlavicí (váha 45 kg), která obsahuje 6 čepelí (500 mm dlouhých), které jsou vyklopeny před zásahem cíle (hlavice neobsahuje žádnou výbušninu).[1] Je určena k omezení vedlejších škod při cíleném zabíjení osob. Do výzbroje byla zařazena v roce 2017 a od roku 2019 je veřejně známá. Byla použita v Sýrii a Afghánistánu a byli s ní zabiti teroristé Abú Chajr al-Masrí (2017 v Sýrii), Džamal al-Badáwí (2019 v Jemenu) a Ajman az-Zaváhirí (2022 v Afghánistánu).[2]

- Robot-17 (RBS-17) – Švédská verze střely AGM-114C určená pro pobřežní baterie.[3]

## Technická data

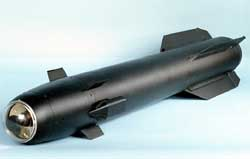
AGM-114A Hellfire

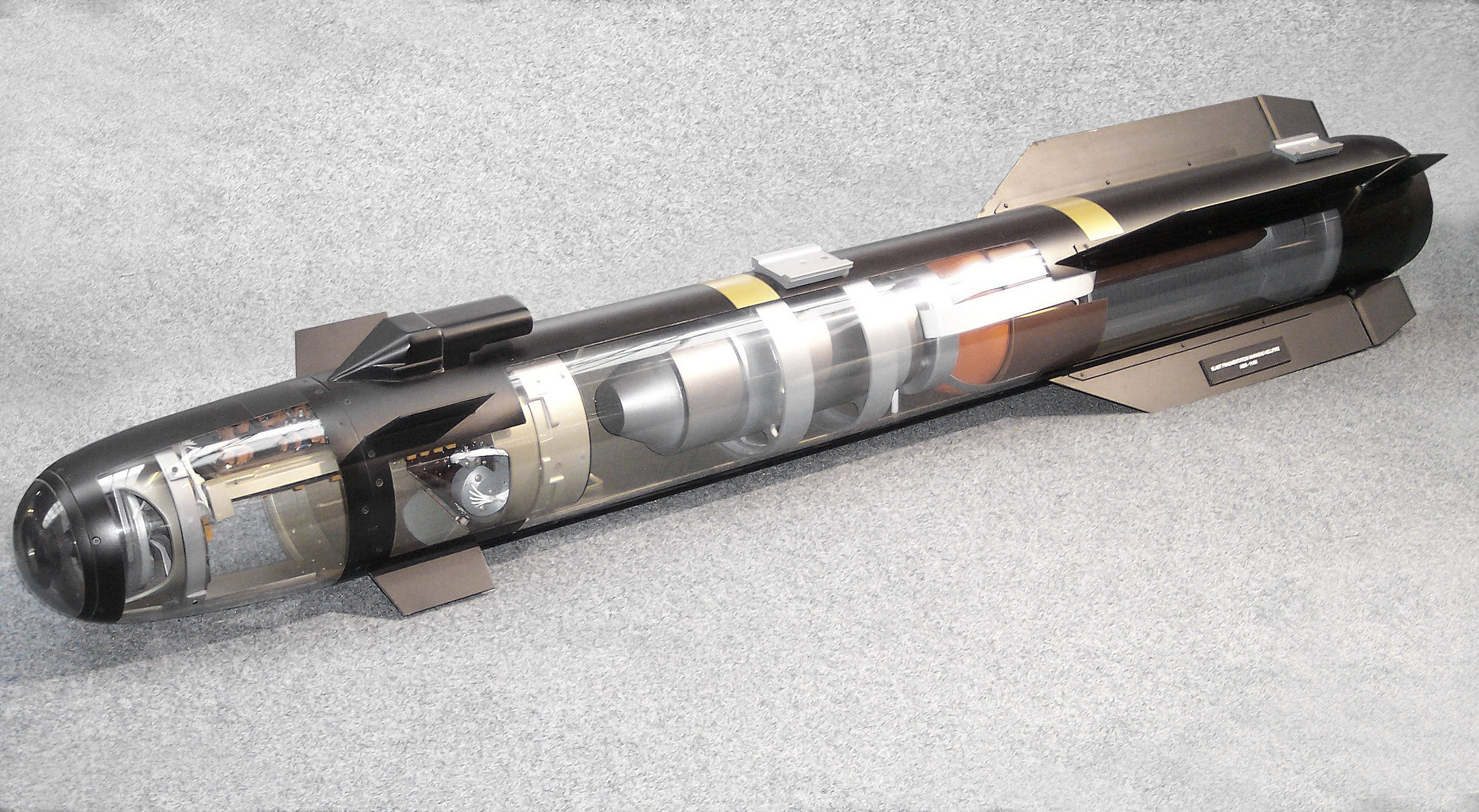
AGM-114L Longbow Hellfire

### AGM-114K Hellfire 2
- Délka střely: 1,63 m
- Průměr těla střely: 178 mm
- Hmotnost střely: 45,7 kg
- Účinný dostřel: minimální 500 m, maximální 9000 m
- Typ bojové hlavice: kumulativní tandemová
- Navádění: Poloaktivní laserové

### AGM-114L Longbow Hellfire
- Délka střely: 1,78 m
- Průměr těla střely: 178 mm
- Hmotnost střely: 50 kg
- Účinný dostřel: minimální 500 m, maximální 9000 m
- Typ bojové hlavice: kumulativní tandemová
- Navádění: Inerciální + aktivní radarové v pásmu milimetrových vln